# É

É, 소문자로 é는 로마자 낱자인 e에 양음 부호를 올린 글자이다. 영어, 프랑스어, 이탈리아어, 스페인어, 아프리칸스어, 카탈루냐어, 체코어, 덴마크어, 에밀리아로마냐어, 갈리시아어, 헝가리어, 아이슬란드어, 아일랜드어, 카슈브어, 룩셈부르크어, 오크어, 노르웨이어, 포르투갈어, 슬로바키아어, 스웨덴어, 베트남어, 웨일스어에서 글자 'e'의 변형 글자로 사용된다. 영어에서는 외래어 (예: 'résumé')나 로마자 표기화된 단어 ('Pokémon')에서 쓰인다. 네덜란드어와 나바호어 로마자 표기에서도 가끔 쓰인다.
또 중국어의 병음에서 'É'나 'é'는 /ɛ/ 발음의 양평성 (阳平聲, 상승조)을 표기할 때 쓰인다. 인도네시아어 사전에서는 /ə/ 발음의 e와 /e/ 발음의 e를 구분짓기 위해 é로 표기한다.

## 언어별 쓰임새
- 영어: 영어에서 é는 그 쓰임새가 몇가지 있는데 대부분 프랑스어에서 유래한 단어들이다. résumé, née (여성의 결혼전 이름),  sauté, coupé 등의 명사는 물론 Beyoncé (비욘세), Breneé (브레니), Théo (테오), rosé (로제) 등의 인명들도 이에 해당된다. 일본의 게임 회사 닌텐도의 유명 브랜드인 'Pokémon'도 é가 들어간 대표적인 예 중 하나다.
- 프랑스어: 프랑스어 철자법에서 'é' (/e/ 발음)는 'è' (/ɛ/ 발음)와 정반대 모양으로, 굉장히 많이 사용되는 글자이다.
- 체코어와 슬로바키아어: 체코어 알파벳과 슬로바키아어 알파벳의 다섯번째 글자로 발음은 /ɛː/.
- 덴마크어, 노르웨이어, 스웨덴어: 단어의 마지막 음절이 강세된 모음 'e'로 끝난다는 것을 표기할 때 쓰이며, 표기의 유무가 단어의 뜻을 바꿀 때에만 종종 쓰인다.
- 네덜란드어: 영어와 마찬가지로 외래어를 쓸 때 사용하는데 주로 프랑스어쪽 단어들이다. 또 영어의 'an'에 해당하는 정관사 'een'과 숫자 1을 뜻하는 'één'을 구분할 때도 쓰인다. 그리고 한국어에서 글자 위에 강조점을 찍는 것처럼, 단어를 시각적으로 주목하도록 만들 때 사용되기도 한다. 네덜란드에서는 "hé"란 감탄사를 쓰기도 하는데 "야"나 "안녕" 정도에 해당하는, 반가울 때 쓰는 인사이다.
- 에밀리아로마냐어: 에밀리아 방언에서는 /e/발음을 표기할 때 쓰이며 (예: récc /rekː/ →부유한), 로마냐 방언에서는 /eː/ 발음을 표기할 때 쓰인다. (예:lédar /ˈleːdar/ →도둑들)
- 헝가리어: 헝가리어 알파벳의 아홉번째 글자이며 발음은 /eː/.
- 아이슬란드어: 아이슬란드어 알파벳의 일곱 번째 글자이며 발음은 /jɛː/.
- 아일랜드어: 아일랜드어에서 양음 부호 (fada)는 길게 발음되는 모음을 뜻한다. 따라서 발음은 /eː/.
- 이탈리아어: 양음부호가 달린 E로, 발음도 역시 강세된 /e/ 발음이다. 발음 표기를 위해 사전에서 쓰이는 경우를 빼고는 단어의 마지막 모음이 강세일 때나, 양음부호의 유무가 단어의 의미를 좌우할 때에만 사용된다. 양음 부호가 달린 'perché' (→왜, 왜냐, 발음 [perˈke])와 'pésca' (→낚시, [ˈpeska]), 'caffè' (→커피하고 억음 부호가 달린 [kafˈfɛ])와 'pèsca' (→복숭아, [ˈpɛska])를 비교해보면 알 수 있다.
- 카슈브어: 카슈브어 알파벳의 여덟번째 글자로 발음은 /ɛ/. 일부 방언에서는 발음 [ej]를, 푸크 카르투지 지역 방언에서는 발음 [i]/[ɨ]를 나타내기도 한다.
- 스페인어: é는 강세 표시된 모음으로 발음은 'e'와 똑같이 /e/로 한다. 엑센트 기호가 붙어있다고 하면 그 단어 자체는 불규칙 강세가 있다는 뜻이며, 그 강세 음절에 표시된다. "éxtasis"와 "bebé"가 그 예다.
- 포르투갈어: 스페인어와 유사한 쓰임새이다. 엑센트 기호는 불규칙 강세가 있는 단어 내에서 그 강세 음절에 표시되며, é는 강세된 /ɛ/ 발음을 표기하는 데 쓰인다. 'péssimo' (→매우 나쁜)이 그 예다. 강세음절의 위치가 규칙적이라면 엑센트 기호는 쓰이지 않는다. 글자 É (/ɛ/)는 글자 ê (/e/)와 대조를 이룬다. 또 영어의 'is'와 비슷한 역할을 할 수도 있다 (예: ela é bonita →그녀는 예쁘다).
- 스코틀랜드 게일어: 한때 스코틀랜드어에서도 É 글자가 쓰였지만, 지금은 글자 'è'가 그 자리를 대신하고 있다. 여전히 찾아볼 수는 있는 글자지만 표준 철자법에서는 더 이상 쓰이지 않는 글자다.
- 웨일스어: 웨일스어에서는 일반적으로 단어의 강세가 끝에서 두번째 음절에 쏠려 있고, 마지막 모음에 강세가 있는 단어는 외래어에서나 자주 찾아볼 수 있는데 이 때 양음 부호를 쓴다. 'personél' ([pɛrsɔˈnɛl] →영어의 personnel), 'sigarét' ([sɪɡaˈrɛt] →영어의 cigarette), 'ymbarél' ([əmbaˈrɛl] →영어의 umbrella) 등이 그 예다.
- 베트남어: 발음 'e'의 올라가는 성조를 표시하는 글자이다. 'ê'와 결합해서 'ế'를 이룰 수 있다.

## 입력 코드
| 미리 보기                         | É                                 | É                                 | é                               | é                               |
| --------------------------------- | --------------------------------- | --------------------------------- | ------------------------------- | ------------------------------- |
| 유니코드 이름                     | LATIN CAPITAL LETTER E WITH ACUTE | LATIN CAPITAL LETTER E WITH ACUTE | LATIN SMALL LETTER E WITH ACUTE | LATIN SMALL LETTER E WITH ACUTE |
| 인코딩                            | 10진                              | 16진                              | 10진                            | 16진                            |
| 유니코드                          | 201                               | U+00C9                            | 233                             | U+00E9                          |
| UTF-8                             | 195 137                           | C3 89                             | 195 169                         | C3 A9                           |
| 수치 문자 참조                    | &#201;                            | &#xC9;                            | &#233;                          | &#xE9;                          |
| 명명 문자 참조                    | &Eacute;                          | &Eacute;                          | &eacute;                        | &eacute;                        |
| ISO 8859-1/2/3/4/9/10/13/14/15/16 | 201                               | C9                                | 233                             | E9                              |
| Mac OS Roman                      | 131                               | 83                                | 142                             | 8E                              |

### 입력키
- 마이크로소프트 윈도우에서는 키보드의 숫자패드에 있는 Alt+130나 Alt+0233를 눌러 'é'를 입력할 수 있다고 한다. 대문자 'É'는 Alt+144나 Alt+0201로 입력.
- 영어 키보드 중에서 US 국제 (US International)와 UK 영어 (UK English) 키보드에서 AltGR+E를 누르면 'é'를 사용할 수 있다. US 영어 키보드와 한국어 키보드 (한영 변환)에서는 입력이 불가능하다.
- 프랑스어 키보드에서는 윗쪽 숫자배열칸의 2가 'é'로 배정되어 있다. 숫자를 쓰고 싶으면 ⇧ Shift를 눌러야 한다.
- 마이크로소프트 워드와 아래아 한글에서는 Ctrl+' (작은따옴표)를 누른 다음 E나 ⇧ Shift+E를 누르면 "é"와 "É"가 각각 나온다.
- 맥OS에서 ⌥ Option+E을 누른 다음 E나 ⇧ Shift+E를 누르면 "é"와 "É"가 각각 나온다.
- 외국 키보드이면서 컴포즈 키가 있다면, Compose를 누른 다음 ' (작은따옴표) E를 누르면 "é"가 된다. Compose ' (작은따옴표) ⇧ Shift+E는 대문자 "É"가 된다.
- 표준 안드로이드, iOS, 윈도우 모바일 키보드에서는 E을 꾹 누르면 특수문자 창이 뜨며 그상태로 'é' 칸으로 밀어 떼면 입력된다.

## 같이 보기
- 양음 부호